# Сковятин
Сковятин (укр. Сков'ятин) — село в Борщёвской городской общине Чортковского района Тернопольской области Украины.
До 2020 года входило в Борщёвский район.
Код КОАТУУ — 6120887401. Население по переписи 2001 года составляло 530 человек.

## Географическое положение
Село Сковятин находится на берегах реки Ничлава, выше по течению на расстоянии в 2 км расположено село Королёвка, ниже по течению на расстоянии в 0,5 км расположено село Шишковцы. Рядом проходит автомобильная дорога Т-2002.

## История
- Село известно с XVI века.

## Объекты социальной сферы
- Школа I—II ст.
- Дом культуры.
- Фельдшерско-акушерский пункт.

## Достопримечательности
- Братская могила советских воинов.